# پادشاهان مامبو
پادشاهان مامبو (به انگلیسی: The Mambo Kings) یک فیلم سینمایی آمریکایی-فرانسوی محصول سال ۱۹۹۲ در ژانر فیلم موزیکال و درام بر اساس رمانی به همین نام به کارگردانی آرن گلیمچر می‌باشد. بازیگران اصلی این فیلم آرماند آسانته، آنتونیو باندراس، کتی موریارتی و ماروشکا دتمرس هستند. داستان در اوایل دهه ۱۹۵۰ اتفاق می‌افتد.

## داستان
سزار و نستور برادران نوازنده‌ای هستند که در سال ۱۹۵۰ کوبا را به مقصد آمریکا ترک می‌کنند. آن‌ها امیدوارند که بتوانند به جایگاه بالایی در موسیقی لاتین برسند. سزار برادر بزرگ‌تر و مرد تجارت است. نستور آهنگ‌ساز است و نمی‌تواند زنی را که قلبش را در کوبا شکسته‌است، فراموش کند…

## بازیگران
- آرماند آسانته در نقش سزار کاستیلو
- آنتونیو باندراس در نقش نستر کاستیلو
- کتی موریارتی در نقش لانا لیک
- ماروشکا دتمرس در نقش دلورس فوئنتس
- دسی آرناز جونیور در نقش دزی آرناز
- راسکو لی براون در نقش فرناندو پرز
- تالیسا سوتو در نقش ماریا ریورا
- واندی کرتیس-هال در نقش میگل مونتویا
- Cordelia Gonzales در نقش آنا ماریا
- تیتو پوئنته در نقش خود
- Helena Carroll در نقش آقای شانون
- سیلیا کروز در نقش اوالینا مونتویا[۴][۵][۶][۷]

## فیلم‌برداری
فیلم‌برداری اصلی از ۱۸ مارس ۱۹۹۱ آغاز شد. این فیلم با بودجه ۱۵ میلیون دلار ساخته شد و در لوکیشن در لس آنجلس، کالیفرنیا، فیلم‌برداری شد.